# Jean Debucourt
Jean Debucourt (n. 19 ianuarie 1894 – 22 martie 1958) a fost un actor francez de teatru și de film, membru al Comédie-Française. A apărut în 104 filme între 1920 –1958. Se bănuiește că ar fi fiul actorului Charles Le Bargy.

## Filmografie parțială
- 1923 Le Petit Chose, regia André Hugon
- 1928 Madame Récamier, regia Gaston Ravel
- 1928 Prăbușirea Casei Usher (The Fall of the House of Usher), regia Jean Epstein
- 1935 Koenigsmark, regia Maurice Tourneur
- 1936 Mayerling, regia Anatole Litvak
- 1937 La Dame de Malacca de Marc Allégret
- 1940 Mayerling, regia Max Ophüls
- 1944 The Woman Who Dared
- 1946 Her Final Role
- 1946 Idiotul (L'Idiot), regia Georges Lampin
- 1946 Roger la Honte
- 1946 Le Diable au corps de Claude Autant-Lara
- 1948 The Eagle with Two Heads
- 1948 The Lame Devil (Le Diable boiteux)
- 1950 Justice est faite, regia André Cayatte
- 1950 Preludiul gloriei (Prélude à la gloire), regia Georges Lacombe
- 1950 Rome Express
- 1951 Barbe-Bleue  regia Christian-Jaque
- 1951 La Poison, regia Sacha Guitry
- 1952 Fanfan la Tulipe de Christian-Jaque
- 1952 The Long Teeth
- 1954 Le Secret d'Hélène Marimon
- 1954 Mam'zelle Nitouche
- 1954 Huis clos
- 1955 Marguerite de la nuit de Claude Autant-Lara
- 1956 Till Buhoglindă de Gérard Philipe și Joris Ivens
- 1956 Vrăjitoarele din Salem (Les Sorcières de Salem), regia Raymond Rouleau
- 1957 Quand la femme s'en mêle regia Yves Allégret
- 1958 Maigret tend un piège, regia Jean Delannoy